# 蓋璞
蓋璞（The Gap, Inc.）是一間經營美國服裝飾品的零售商，創立於1969年，總部位於加利福尼亞州的舊金山。截至2018年2月，Gap公司大約有13萬5000名員工，總店舖數達3688間，分布於世界各地，如：美國、加拿大、墨西哥、法國、英國、愛爾蘭、日本、印尼、南韓、馬來西亞、新加坡、中國大陸、香港、臺灣等。

## 歷史

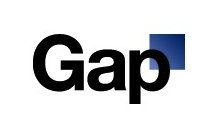
原本計畫於2010年10月起更換的新商標，因評價不佳而取消

Gap产品系列则从最初的牛仔扩展到男装 (GAP Men)、女装 (GAP Women)、各种配饰、童装 (Gap Kids)、孕妇装 (GapMaternity)、宝宝装 (babyGap) ，并在最短的时间内占领了美国休闲品牌市场，并得到了美国及海外的认可。目前Gap在美国、英国、日本等国家拥有超过3100间品牌直营专卖店，同时Gap公司还在亚洲、澳洲、欧洲、拉丁美洲和中东通过特许加盟方式扩张国际业务布局。2009财年的销售额达142亿美元。
2019年2月28日蓋璞將分拆為兩家獨立的公開上市公司，旗下品牌老海軍（英語：Old Navy）品牌將會獨立分拆上市，餘下的品牌Gap、香蕉共和國、Intermix、Athleta和Hill City將納入未命名公司之內，該交易預計2020年完成，需經Gap董事會批准。
2019年3月4日蓋璞從金寶貝集團(Gymboree Group Inc.)手中收購高級兒童時裝領導品牌珍妮和傑克(Janie and Jack)
2019年7月30日蓋璞以每月120萬租金向顧新記家族租用尖沙咀加連威老道2-6號愛賓商業大廈地下，面積約4,500平方呎，以及1至2樓，面積各1.05萬平方呎，合共25550平方呎
2020年1月16日蓋璞中止将旗下品牌老海軍（英語：Old Navy）分拆為獨立上市公司的計劃。
2021年5月27日蓋璞和沃尔玛簽署一项多年协议，将共同创建一个包括寢具、浴室和裝飾品等的家居用品品牌Gap Home，GapHome品牌计划于6月24日登陆沃尔玛网站，但合作的财务条款和期限没有披露。
2021年10月4日，Gap (GPS) 收购了位于纽约和特拉维夫的初创公司 Context-Based 4 Casting，该公司使用尖端的人工智能和机器学习工具，通过预测分析和需求来转变零售业务、增加销售额并改善客户体验。自 2020 年 10 月迁移到云端以来，Gap 增加了对技术的投资，以实现可影响其整个品牌组合的增长和创新。
2022年11月8日，蓋璞與中國電商寶尊宣佈已簽署出售大中華區業務的協議，寶尊將收購蓋璞上海及蓋璞台灣兩間營運實體的全部股權。本次收购仍有待满足习惯交割条件和符合监管部门批准要求，预计对两家运营实体的收购将于2023年上半年完成。

## 旗下品牌
- Gap
- 香蕉共和國
- 老海軍
- Piperlime（英语：Piperlime）
- Athleta
- Intermix

2013年1月4日Gap將以1.3億美元收購高檔女裝零售商Intermix，以涉足奢侈服裝市場。
- Gap Home（家居裝飾品牌）

### 已終止之品牌
Brands
- Forth & Towne（英语：Forth & Towne）
- Gap Warehouse
- Hemisphere
- Old Navy Outlet
- Pants %ff
- Pottery Barn（英语：Pottery Barn）（由Williams-Sonoma（英语：Williams-Sonoma）併購）
- SuperGap
- Tagg's
- You & You

## 店舖數目

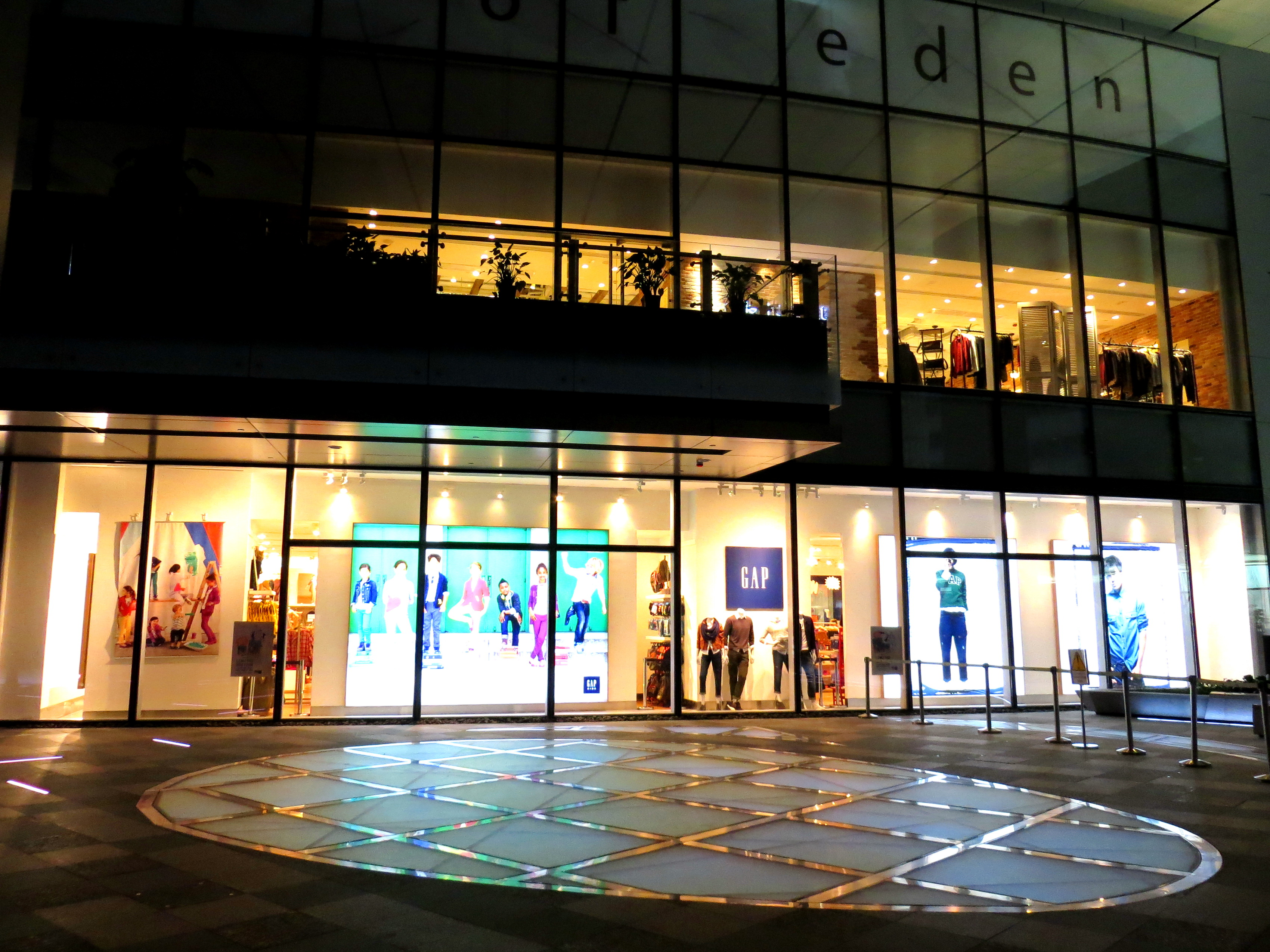
香港銅鑼灣希慎廣場空中花園的GAP窗櫥。

截至2016年第一季度為止，Gap企業股份有限公司擁有3,727間公司直營和加盟店。在52個國家和地區有經營業務並能運送到214個國家和地區。 位在巴西、加拿大、中華人民共和國、法國、義大利、愛爾蘭、日本、英國和美國（包括波多黎各）等地之分店皆屬公司直營。除了以上所列的國家之外，其餘各分店皆為加盟經營。
| Gap (1685) - 美国 757 - 日本 170 - 英国 123 - 加拿大 105 - 中国大陆 126 - 墨西哥 65 - 法國 35 - 土耳其 32 - 大韓民國（南韓） 28 - 沙烏地阿拉伯 23 - 俄羅斯 17 - 西班牙 14 - 菲律賓 12 - 義大利 11 - 臺灣 12 - 阿联酋 11 - 巴西 10 - 泰國 9 - 南非 9 - 以色列 8 - 乌拉圭 8 - 印度 8 - 香港 0 - 马来西亚 7 - 越南 7 - 6 - 智利 6 - 希腊 6 - 波多黎各 6 - 印度尼西亞 5 - 新加坡 4 - 爱尔兰 4 - 埃及 4 - 哥伦比亚 3 - 巴拿马 3 - 秘魯 3 - 乌克兰 3 - 3 - 科威特 2 - 黎巴嫩 2 - 2 - 约旦 2 - 巴林 1 - 亞美尼亞 1 - 1 - 1 - 賽普勒斯 1 - 1 - 摩洛哥 1 - 阿曼 1 - 巴拉圭 1 - 巴基斯坦 1 - 奥地利 1 | Banana Republic (768) - 美国 545 - 加拿大 62 - 日本 51 - 墨西哥 41 - 英国 8 - 7 - 土耳其 5 - 泰國 5 - 波多黎各 4 - 阿联酋 4 - 菲律賓 3 - 沙烏地阿拉伯 3 - 智利 3 - 印度尼西亞 3 - 马来西亚 2 - 巴拿马 2 - 秘魯 2 - 新加坡 2 - 哥伦比亚 1 - 法國 1 - 1 - 義大利 1 - 科威特 1 - 摩洛哥 1 - 1 | Old Navy (1112) - 美国 942 - 加拿大 78 - 日本 53 - 中国大陆 16 - 墨西哥 10 - 波多黎各 7 - 菲律賓 6 - 沙烏地阿拉伯 3 - 印度尼西亞 1 - 科威特 1 - 1 - 阿联酋 1 | Athleta (122) - 美国 122 | Intermix (41) - 美国 40 - 加拿大 1 |

## 市場策略
Gap公司專注于利基市場（英語：niche market），即已有市場絕對優勢的企業所忽略的某些細分市場，並且在此市場尚未有完善的供應服務。其通過價格區間、產品質量和專業化的經營，將品牌概念灌輸到該特定消費者族群中，并逐漸形成該族群的領導品牌。

## 競爭品牌
- Zara
- Uniqlo
- A&F
- H&M
- Hollister
- E-land
- GU
- Pull&Bear

## 外部連結
- Gap.com （页面存档备份，存于）· 美國官方網站
- Gap （页面存档备份，存于）· 中國官方網站
- Gap （页面存档备份，存于）· 香港官方網站
- Gap （页面存档备份，存于）· 台灣官方網站

- 蓋璞的Facebook專頁
- 蓋璞的Instagram帳戶
- 蓋璞的X（前Twitter）